# انتشارات بیدار
انتشارات بیدار یکی از ناشران باسابقه در قم است. مدیریت این انتشارات را محسن بیدارفر بر عهده داشت. این نشر عمدتاً به چاپ کتاب‌های کلاسیک عربی در حوزهٔ فلسفه و کلام و عرفان می‌پرداخت. کتابفروشی این انتشارات که در پاساژ صاحب‌الزمان قرار داشت.